# Langa (Padise)
Langa – wieś w Estonii, w prowincji Harju, w gminie Padise.